# Stockholms Yllefabrik

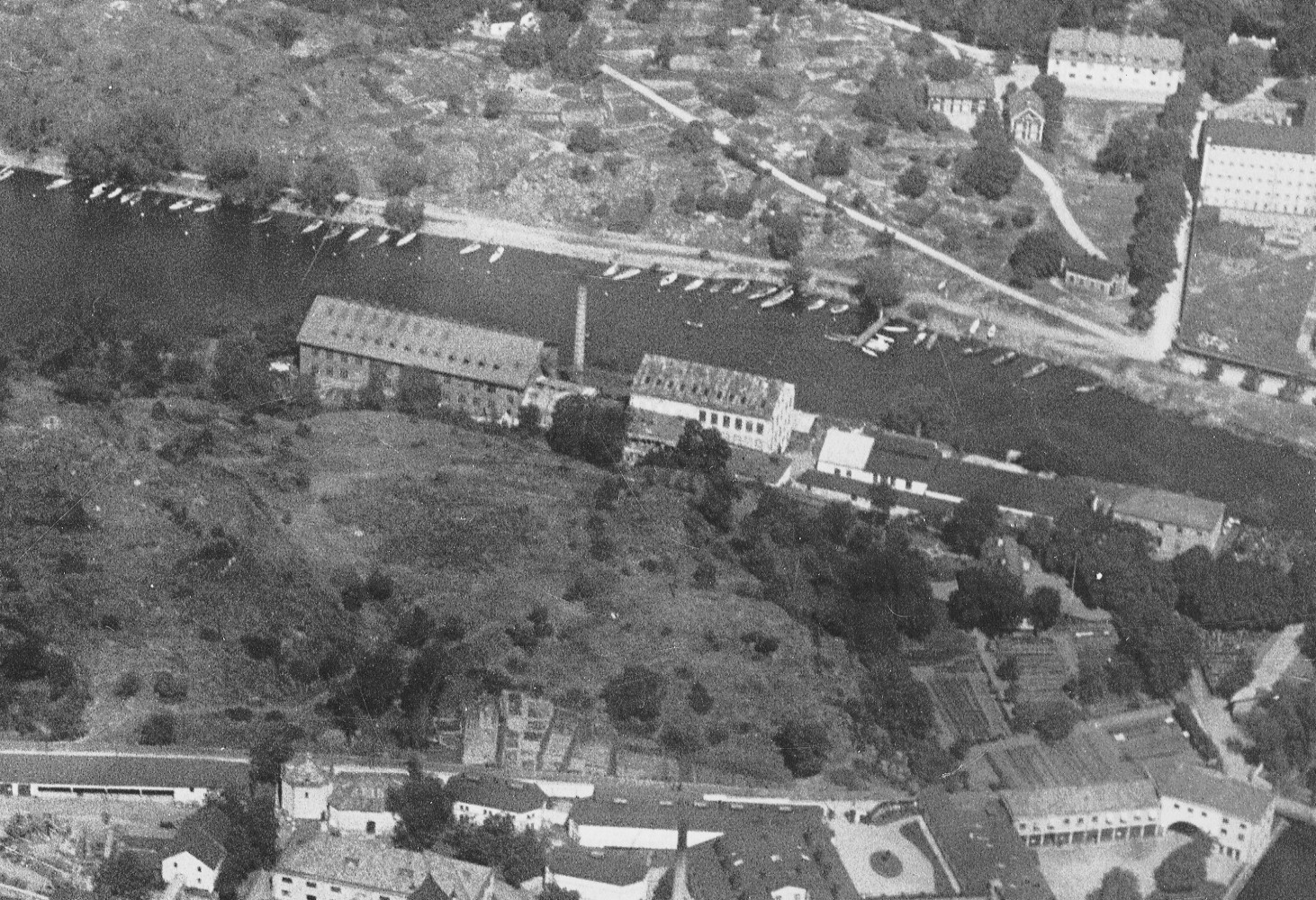
Fabriksområdet och Långholmskanalen på 1930-talet. Långholmen i övre bildkant.

Stockholms Yllefabriks AB var en av industrierna som på 1800-talets mitt etablerades på Reimersholme i Stockholm. Yllefabriken började sin verksamhet 1859 och gick i konkurs 1934. På platsen byggde HSB bostäder.

## Historik

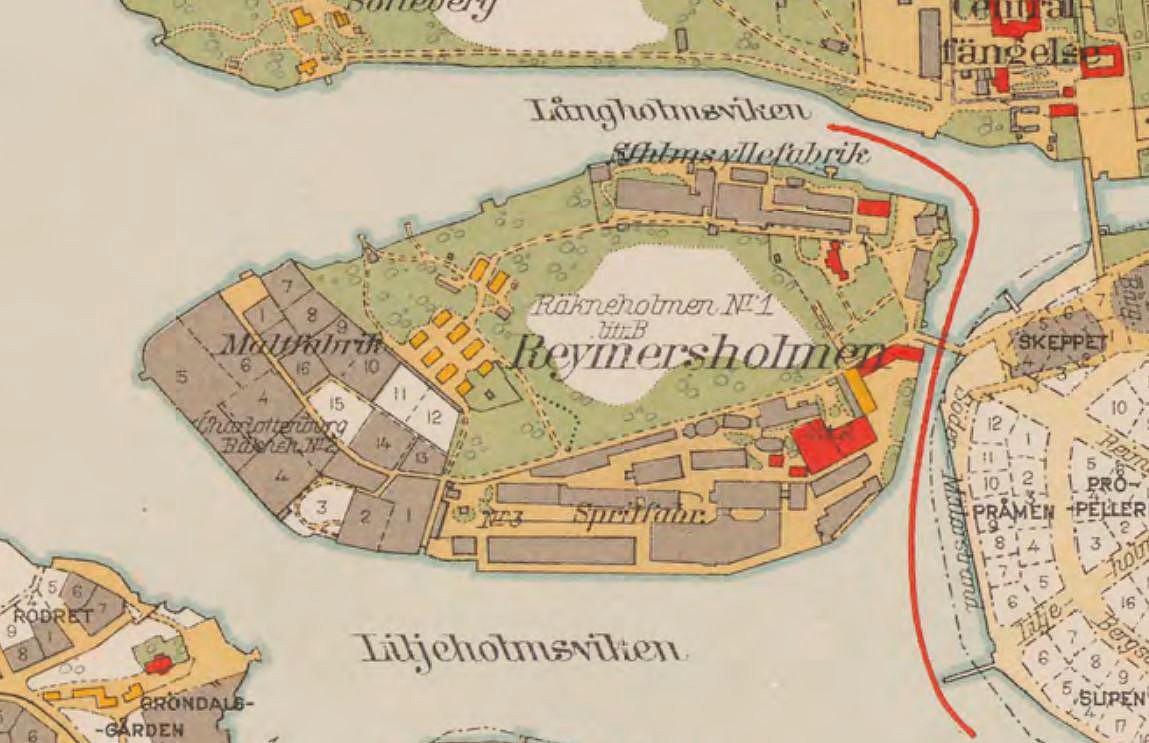
Reimersholmen 1927.

Föregångaren till Stockholms yllefabrik anlades på initiativ av textilfabrikören Karl Johan Stenström som 1859 köpt sex sjundedelar av Anders Reimers egendom, Reimers malmgård, som fanns på Reimersholmes nordöstra sida. År 1866 överläts verksamheten till ett företag vid namn ”Rejmersholms Aktiebolag”. Detta bolag gick i konkurs 1868, därefter fortsattes driften genom Stockholms Yllefabriks AB som bedrev spinneri, väveri och färgeri. Bolagets första disponent var klädesfabrikör Carl Philip Theodor Behrling (1824–1872).
Huvuddelen av arbetskraften kom från fängelset på intilliggande Långholmen och för att underlätta fångtransporterna byggdes 1867 en provisorisk bro över Långholmskanalen mellan öarna. I början av 1870-talet sysselsatte yllefabriken omkring 400 personer, därav var 300 fångar från Långholmen. Fångarbeten i fabriken upphörde i december 1880 men fortsatte inom fängelset fram till 1896. I malmgårdens engelska park lät yllefabriken bygga arbetarbostäder. 
Stockholms yllefabrik existerade många år under goda förhållanden men 1934 gick den i konkurs. Fabriksområdet förvärvades 1939 av Hyresgästernas sparkasse- och byggnadsförening (HSB) som där uppförde ett uppmärksammat bostadsområde vars första etapp invigdes under festliga former på sommaren 1944 (se Flaskan och Räkenholmen). Ett antal begagnade mekaniska vävstolar från det då nedlagda Stockholms Yllefabriks AB såldes för 50 kronor styck till Marieholms Yllefabriks AB. Fabriksbyggnaderna revs 1941 och från själva fabriken finns idag inget bevarad. Här sträcker sig Anders Reimers väg som fick sitt namn 1940.

### Bilder

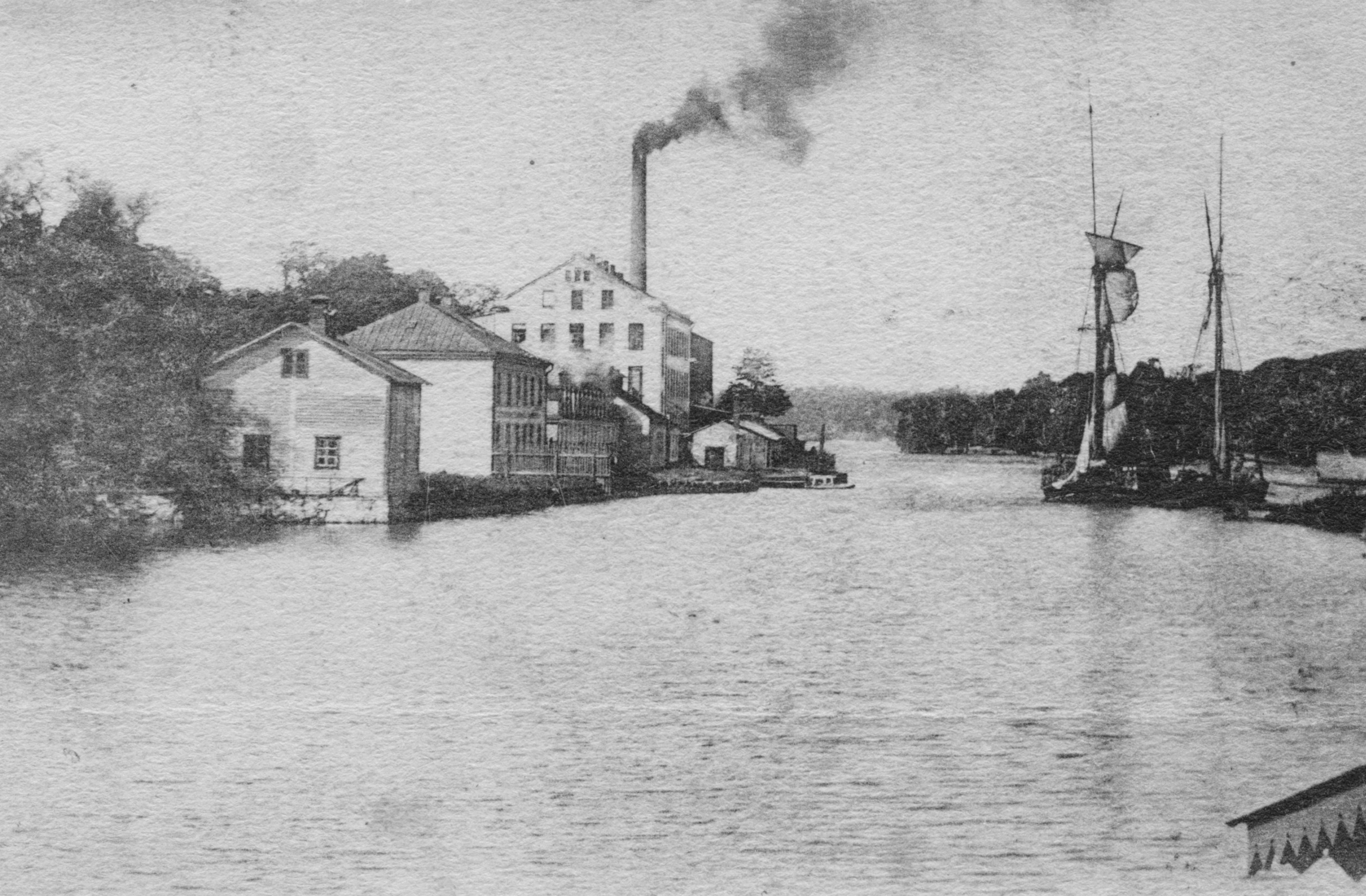
Stockholms Yllefabrik och Långholmskanalen, 1890-tal.
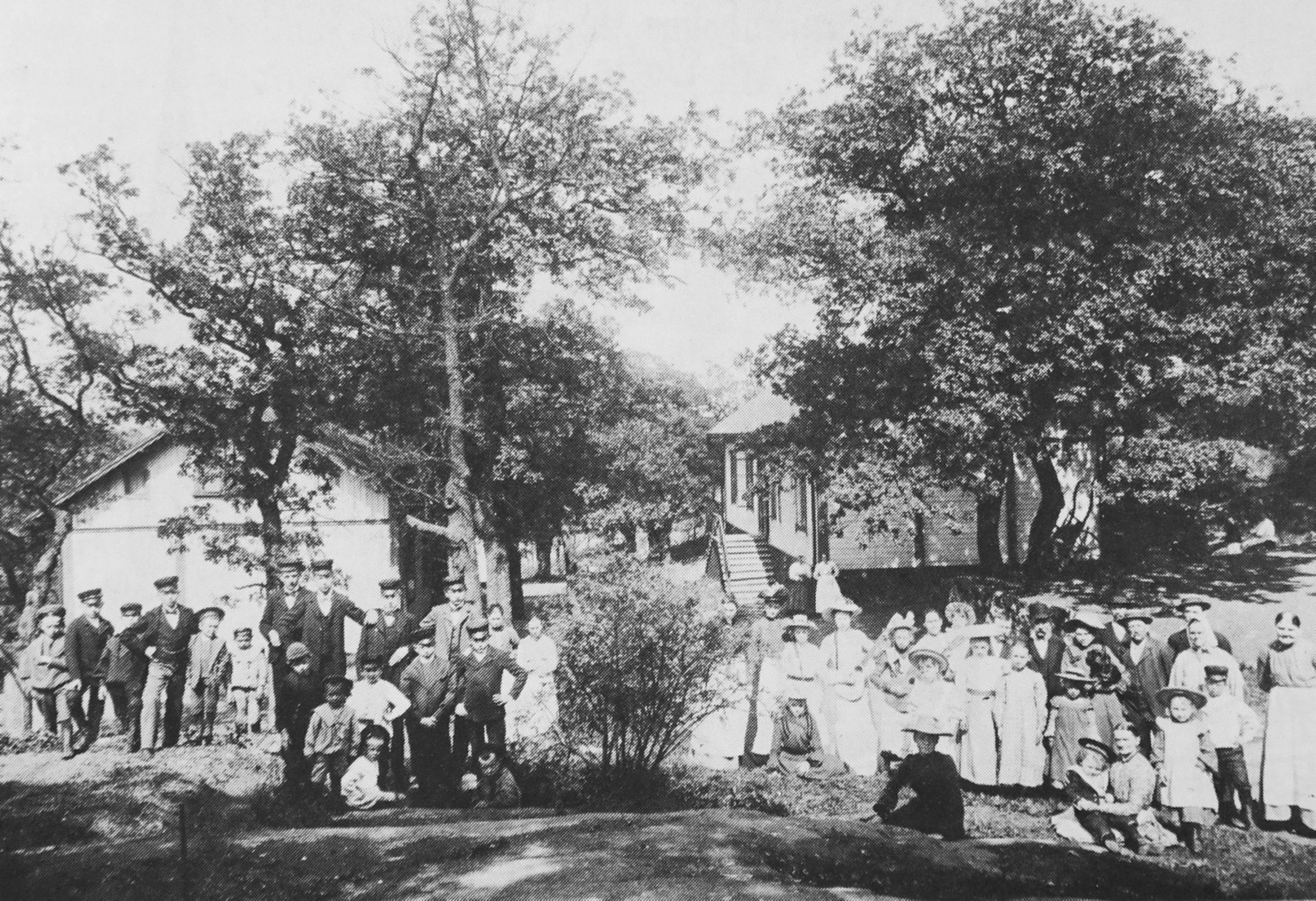
Yllefabrikens arbetarbostäder, 1890-tal.
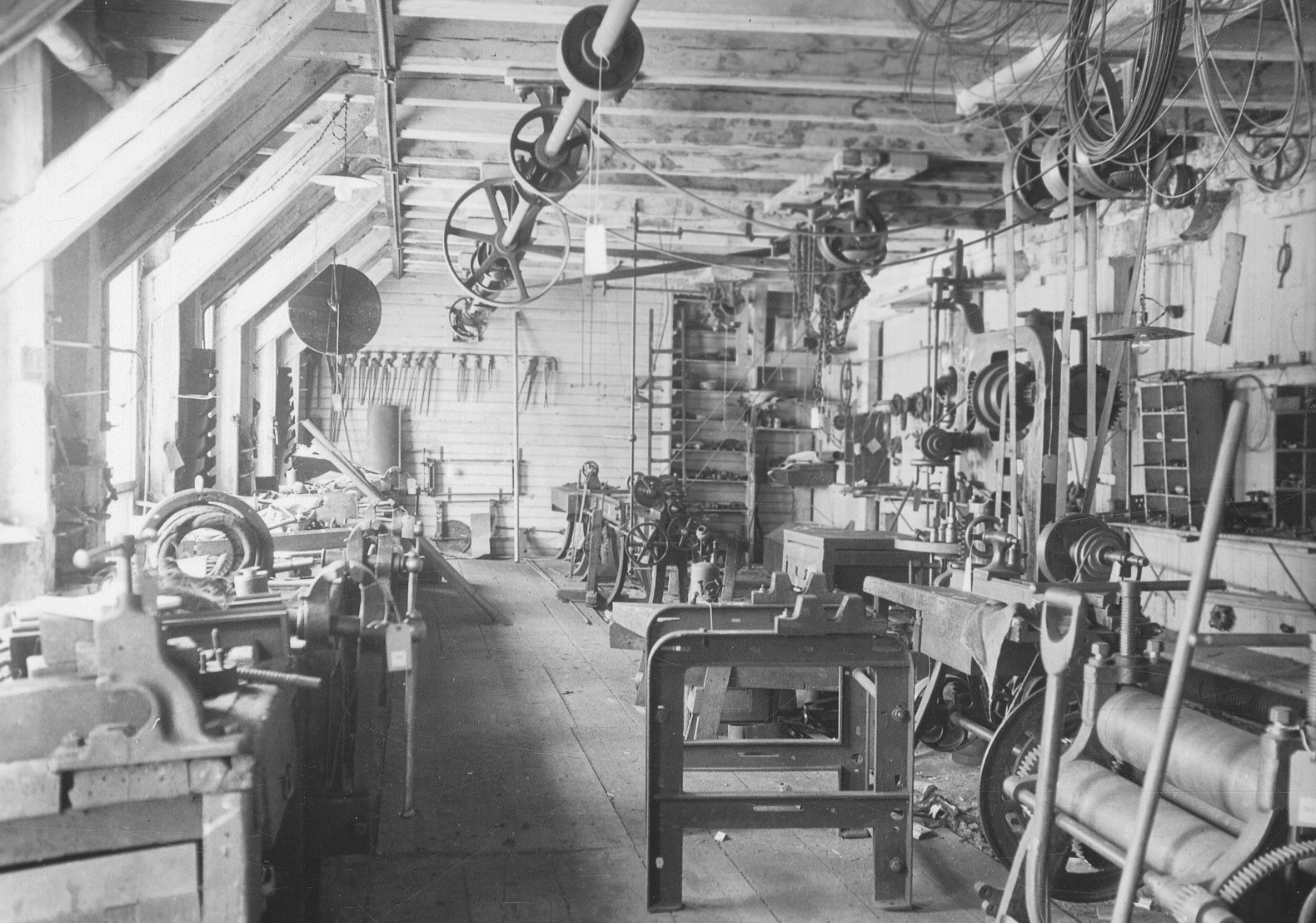
Interiör på 1930-talet.
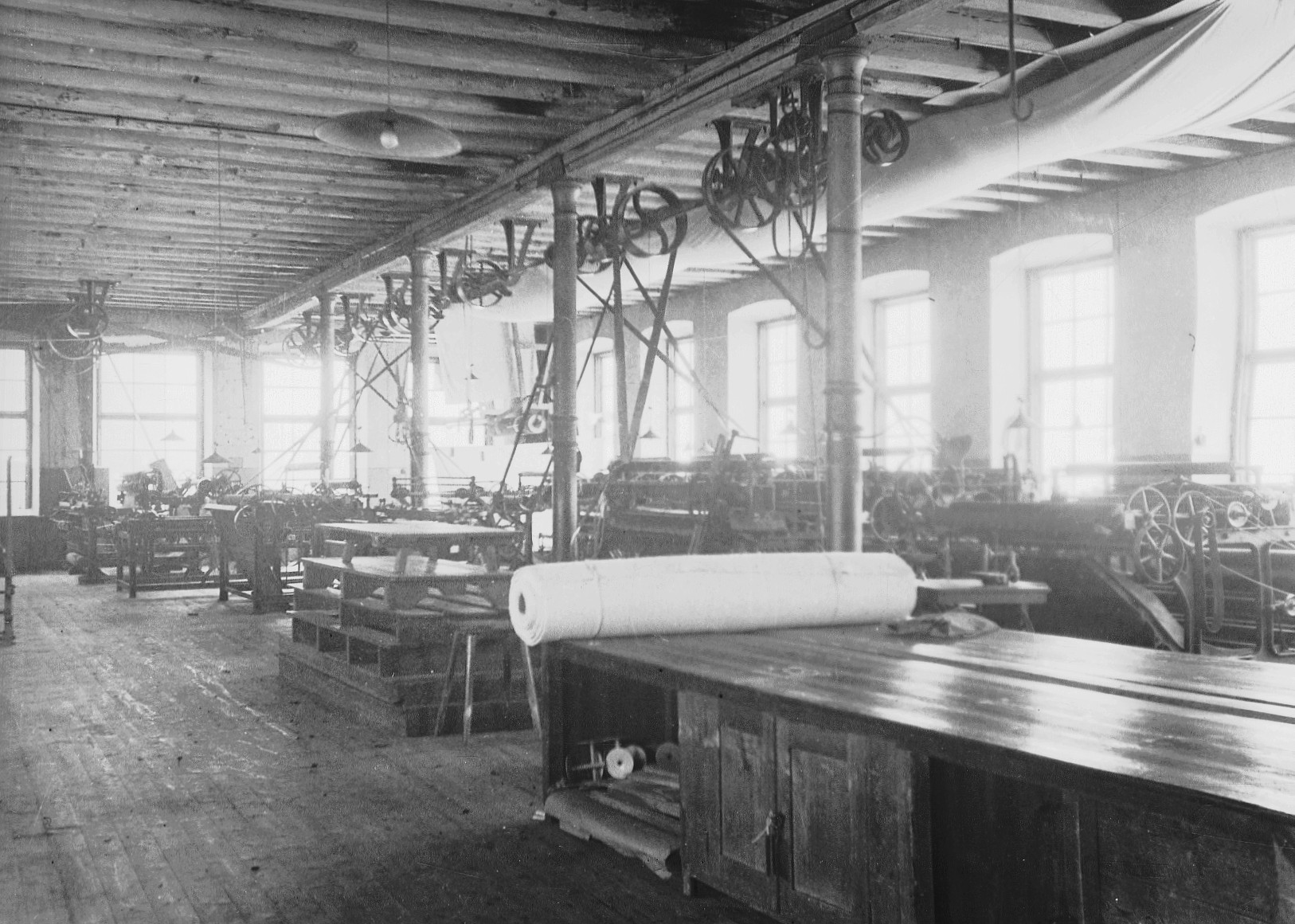
Interiör på 1930-talet.